# Adrien-Félix Pottier
Adrien-Félix Pottier (* 5. Oktober 1792 in Monthey; † 28. Juli 1855 ebenda) war ein Schweizer Politiker und Richter. Von 1848 bis zu seinem Tod gehörte er dem Nationalrat an.

## Biografie
Pottier absolvierte das Kollegium in Saint-Maurice und war ab ca. 1816 als Rechtsanwalt und Notar tätig. 1835 gehörte er zu den Mitgründern der Jungen Schweiz, einer von Giuseppe Mazzini inspirierten politischen Bewegung. Diese radikalliberale Organisation, deren erster Präsident Pottier war, strebte unter anderem die vollständige politische Gleichberechtigung des damals dominierenden Oberwallis und des benachteiligten Unterwallis an. Pottier, damals Stadtpräsident von Monthey, gehörte 1839 dem Verfassungsrat an, der eine neue liberale Kantonsverfassung ausarbeitete. 1840 wurde er in den Grossen Rat des Kantons Wallis gewählt und zum Gerichtspräsidenten des Bezirks Monthey ernannt.
Pottier galt als kompromissloser Radikalliberaler und lag ständig in Konflikt mit den Katholisch-Konservativen, die nicht gewillt waren, auf ihre althergebrachten Vorrechte zu verzichten. 1843 war er Mitglied des Comitée de Martigny, einer politischen Erneuerungsbewegung, die im Wallis demokratische Grundsätze durchsetzen wollte. Freischärler der Jungen Schweiz erlitten am 21. Mai 1844 im Gefecht am Trient bei Vernayaz eine schwere Niederlage, woraufhin die Konservativen die Macht an sich rissen. Pottier und andere radikalliberale Exponenten mussten ins Exil fliehen und harrten im angrenzenden Kanton Waadt aus. Nach der Kapitulation des Wallis im Sonderbundskrieg kehrten sie Ende November 1847 in ihre Heimat zurück.
Pottier nahm sogleich seine Tätigkeit als Gerichtspräsident von Monthey wieder auf. Ebenfalls 1847 wurde er zum zweiten Mal in den Grossen Rat gewählt. Von 1848 bis 1850 sowie von 1853 bis 1855 amtierte er als Gemeinderat von Monthey. Im Oktober 1848 kandidierte er bei den ersten Nationalratswahlen und wurde im Wahlkreis Unterwallis gewählt. Zweimal in Folge gelang ihm die Wiederwahl in den Nationalrat.